# Graphomya auriceps
Graphomya auriceps är en tvåvingeart som beskrevs av Malloch 1934. Graphomya auriceps ingår i släktet Graphomya och familjen husflugor. Inga underarter finns listade i Catalogue of Life.